# Miliario di Corinaldo

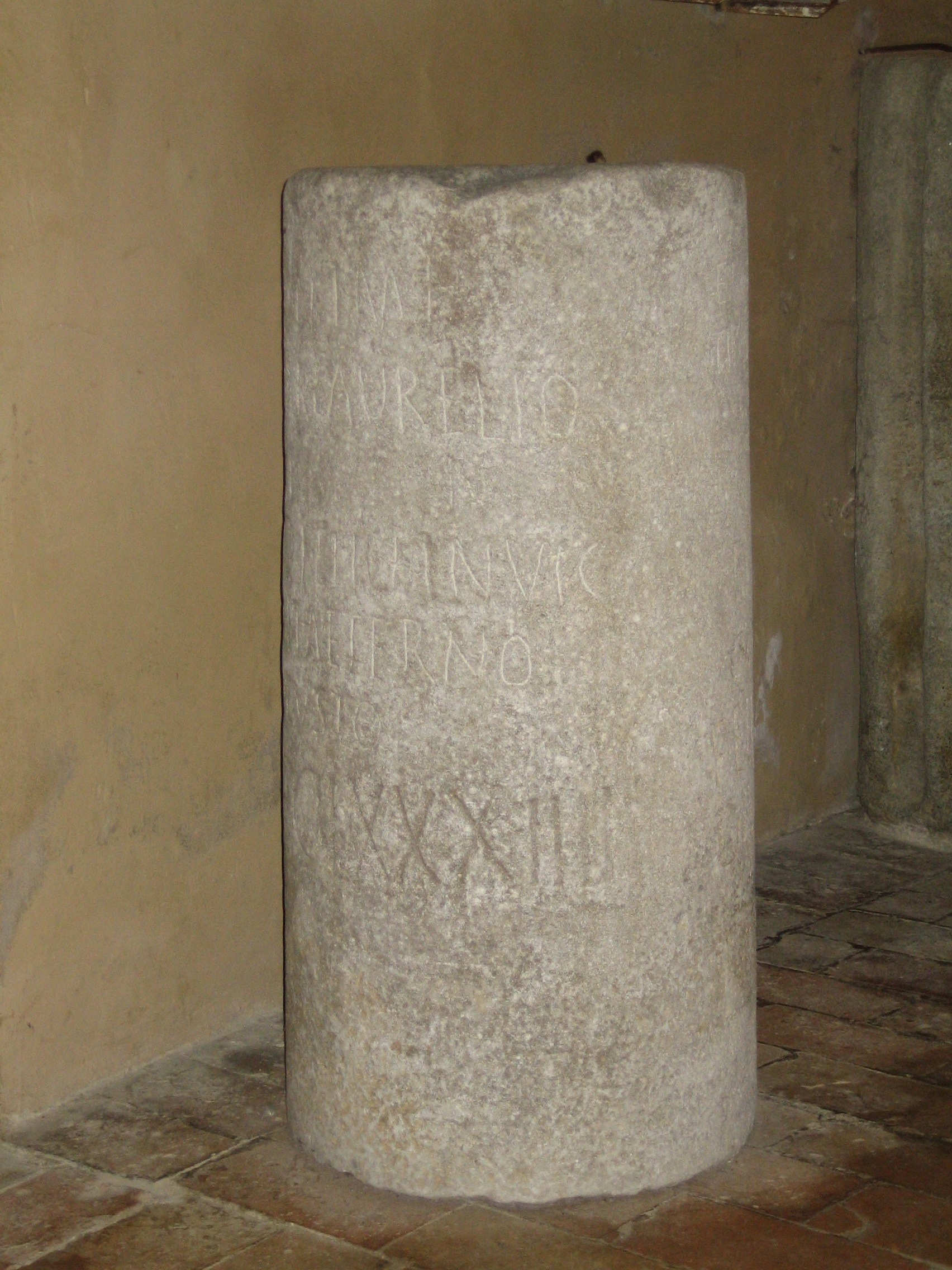
Il miliario di Corinaldo.

Il miliario trovato a Corinaldo (CIL.XI/2, n.6631) dedicato agli imperatori Costantino e Massenzio e databile dal 308 al 313 d.C., porta incisa la distanza di 184 miglia da Roma; è conservato nella Chiesa di Madonna del Piano (Santa Maria in Portuno). Dei diversi itinerari, sembra più probabile che segnasse la distanza della Via Flaminia da Roma fino ad Calem e da lì lungo un diverticulum nella valle del Cesano, passando vicino all'attuale Corinaldo, fino all'Adriatico. Ha tre iscrizioni diverse e dimostra l'uso di questa via anche in età tardo-imperiale.